# Bibio aequalis
Bibio aequalis är en tvåvingeart som beskrevs av Enrico Adelelmo Brunetti 1912. Bibio aequalis ingår i släktet Bibio och familjen hårmyggor. Inga underarter finns listade i Catalogue of Life.